# 스테파냐 바
스테파냐 바(Stefania Barr, 1994년 12월 4일 ~ )는 미국의 배우, 가수, 작곡가, 음악가, 텔레비전 배우, 영화배우이다.
솔트레이크시티에서 태어났다.

## 영화
- 원스 어폰 어 썸머 (2009년) - 어린 앤디 역
- 겟팅 어헤드 (2009년) - 맥켄시 버넷 역
- 더 댄스 (2007년)
- 라스트 씬 이터 (2007년)
- 언레스트 (2006년) - 앨리슨(10세) 역
- 더 퍼스트 뱀파이어: 돈트 폴 포 더 데빌스 일루젼스 (2004년) - 한나 역
- 꿈의 질주 (2003년)